# Daniuska Rodríguez
Daniuska Rodríguez, née le 4 janvier 1999, est une footballeuse internationale vénézuélienne évoluant au poste de milieu de terrain.

## Biographie
Elle joue au sein du club Academia Femenina San Diego et au sein de l'équipe vénézuélienne des moins de 17 ans.
En 2016, elle est nommée pour recevoir le Prix Puskás de la FIFA grâce à un but spectaculaire face au Paraguay lors de la Sudamericano Femenino des moins de 17 ans. Elle termine en 3e position.